# Physalis vestita
Physalis vestita ist eine Pflanzenart aus der Gattung der Blasenkirschen (Physalis) in der Familie der Nachtschattengewächse (Solanaceae).

## Beschreibung
Physalis vestita ist eine ausdauernde, krautige Pflanze, die mit mehreren Trieben aus einem langgestreckten, verholzenden Wurzelstock austreibt. Die Triebe werden 15 bis 65 cm lang, sind wollig behaart und sind meist aufsteigend bis kletternd. Gelegentlich sind die Pflanzen auch an der Basis nicht verholzt. Die Laubblätter sind eiförmig und dicht grau und wollig behaart. Der Blattrand ist unregelmäßig fein gezahnt bis gewellt. Die Blätter sind 25 bis 40 mm lang und 15 bis 28 mm breit. Die Blattstiele sind dicht behaart und 10 bis 35 mm lang.
Die Blüten stehen an 4 bis 6 mm langen Blütenstielen. Der Kelch ist zur Blütezeit 3 bis 4 mm lang und 4 bis 5 mm breit. Die Kelchzipfel sind dreieckig und 1 mm lang. Die Krone ist blass grünlich-gelb und gefleckt, die Kronröhre ist innen behaart. Die Krone hat eine Länge von 7 bis 10 mm und misst 10 bis 13 mm im Durchmesser. Die Staubbeutel sind blau bis violett und 3 bis 4 mm lang, die Staubfäden sind fadenförmig und 2,5 bis 4 mm lang.
Die Früchte stehen an Stielen, die sich auf 7 bis 13 mm verlängert haben. Der Kelch ist an der Frucht auf 15 bis 22 mm Länge und 13 bis 18 mm Durchmesser vergrößert und im Querschnitt fünfeckig. Die Beere hat einen Durchmesser von 8 bis 10 mm.

## Vorkommen
Die Art ist in Mexiko verbreitet.

## Belege
- Umaldy Theodore Waterfall: Physalis in Mexico, Central America and the West Indies. In: Rhodora, Band 69, Nummer 770, New England Botanical Club, Oxford 1967. S. 319–329.